# Xã Nixon, Quận DeWitt, Illinois
Xã Nixon (tiếng Anh: Nixon Township) là một xã thuộc quận DeWitt, tiểu bang Illinois, Hoa Kỳ. Năm 2010, dân số của xã này là 571 người.